# 証拠証券
証拠証券（しょうこしょうけん）とは、事実（特に証券になした行為）の書証としての性質を有する証券。

## 証拠証券の性質
法律関係の証明を容易にする書面（証券）であり、預金通帳、領収書、保険証券、借用証が代表的な例である。
有価証券にも書証としての性質があり証拠証券性がある。しかし、売買契約書や借用証書のように多くの証拠証券は財産的に価値のある権利を内容としているものの、それを持っていても権利者であるという法律上の推定を受けるわけでなく、それがなくても他の証拠方法で立証できれば権利を行使できる。これらは契約上の権利の移転と証券の移転が結びついていない証拠証券であり有価証券と区別される。